# Canal transmembranaire
Les canaux transmembranaires, également appelés canaux membranaires, sont des pores situés dans une bicouche lipidique. Les canaux sont formés par de grands complexes protéiques qui traversent la membrane. Ils traversent la membrane cellulaire, reliant le cytosol, ou cytoplasme, à la matrice extracellulaire. Des canaux transmembranaires se retrouvent également dans les membranes des organites, notamment le noyau, le réticulum endoplasmique, l'appareil de Golgi, les mitochondries, les chloroplastes et les lysosomes.
Les canaux transmembranaires diffèrent des transporteurs et des pompes de plusieurs manières: les canaux ne sont pas aussi sélectifs que les transporteurs et les pompes, différenciant les solutés principalement par leur taille et leur charge ionique. Les canaux effectuent le transport passif de matériaux, également appelé diffusion facilitée. Les transporteurs peuvent effectuer un transfert de matériaux passif ou actif, tandis que les pompes ont besoin d'énergie pour fonctionner.
Il existe plusieurs modes de fonctionnement des canaux membranaires. Le plus courant est le canal déclenché qui nécessite un déclencheur, tel qu'un changement de potentiel de membrane dans les canaux alimentés en tension, pour déverrouiller ou verrouiller l'ouverture des pores. Ces canaux sont appelés VOC (voltage operated channels). Les canaux voltage-dépendants sont essentiels à la production d'un potentiel d'action dans les neurones, ce qui entraîne une impulsion nerveuse. Un canal lié à un ligand, un ROC (receptor operated channel), nécessite un agent chimique, tel qu'un neurotransmetteur, pour activer le canal. Les canaux soumis à des contraintes nécessitent une force mécanique appliquée au canal pour s'ouvrir. Les aquaporines sont des canaux dédiés au mouvement de l’eau à travers l’intérieur hydrophobe de la membrane cellulaire.
Les canaux ioniques sont un type de canal transmembranaire responsable du transport passif des ions chargés positivement (sodium, potassium, calcium, hydrogène et magnésium) et des ions chargés négativement (chlorure) et peuvent être soit des canaux déclenchés, soit des canaux liés. Le canal ionique au potassium est l’un des canaux ioniques les mieux étudiés. Le canal ionique potassium peut permettre un mouvement rapide des ions potassium tout en étant sélectif vis-à-vis du sodium. En utilisant les données de diffraction des rayons X et les calculs du modèle atomique, une structure probable du canal consiste en un certain nombre d'hélices alpha de protéines formant un pore en forme de sablier avec le point le plus étroit à mi-chemin de la bicouche lipidique de la membrane. Pour se déplacer dans le canal, les ions potassium doivent libérer leur matrice aqueuse et entrer dans un filtre de sélectivité composé d'oxygène de carbonyle. Les ions potassium traversent un atome à la fois le long de cinq sites de liaison de cations différents (ions chargés positivement).
Les maladies provoquées par des dysfonctionnements des canaux ioniques incluent la fibrose kystique où le canal pour l'ion chlorure ne s'ouvre pas ou manque dans les cellules des poumons, de l'intestin, du pancréas, du foie et de la peau. Les cellules ne peuvent plus réguler les concentrations en sel et en eau, ce qui entraîne les symptômes typiques de la maladie. Des troubles supplémentaires résultant de dysfonctionnements des canaux ioniques comprennent des formes d'épilepsie, d'arythmie cardiaque, certains types de paralysie périodique et d'ataxie.